# Frank Ryan (komentator)
Frank Ryan, ameriški novinar, * 1899, † 30. december 1961, Boston, Massachusetts, ZDA.
Ryan je najbolj znan po svojem delu komentatorja in tiskovnega predstavnika za hokejski klub Boston Bruins.
Od 1924 do 1952 je v klubu deloval kot odgovorni za stike z javnostmi in kot radijski napovedovalec. Za domače tekme je po radiu komentiral dogajanje na ledeni ploskvi, medtem ko je za gostovanja poustvarjal dogajanje preko telegrafskih poročil. Med odmori je Ryanov svak skrbel še za prispevke v francoščini, za vse francoske Kanadčane v Novi Angliji.
Ryan je poleg kariere pri Bruinsih deloval tudi kot poročevalec za časnik Herald Traveler. Ob tem je na WAAB gostil še nočno oddajo o športu, za mesto Boston opravljal delo davčnega cenilca in skrbel za stike z javnostjo pri konjeniški stezi Suffolk Downs in športnem oddelku Univerze Harvard.